# Gran Premio di Messina 1959
Il Gran Premio di Messina 1959 è stata la prima edizione del Gran Premio di Messina, gara automobilistica di Formula Junior. Si è disputato il 23 agosto 1959 sul circuito del Lago di Ganzirri a Messina, su 20 giri per un totale di 120,4km. La gara faceva parte del Campionato Italiano Formula Junior.

## Gara

### Risultati
| Pos | Pilota               | Costruttore         | Tempo/Giri |
| --- | -------------------- | ------------------- | ---------- |
| 1   | Fritz d'Orey         | Stanguellini - FIAT | 51' 32"    |
| 2   | Christian Bino Heins | Stanguellini - FIAT | 20         |
| 3   | Raffaele Cammarota   | Stanguellini - FIAT | 20         |
| 4   | Berardo Taraschi     | Taraschi - FIAT     | 20         |
| 5   | Antonio Maglione     | de Sanctis - FIAT   | 20         |
| 6   | Henri Grandsire      | Stanguellini - FIAT | 20         |
| 7   | Carmelo Genovese     | Stanguellini - FIAT | 19         |
| 8   | Giacomo Russo        | Stanguellini - FIAT | 19         |
| 9   | Domenico Lo Coco     | Moretti - FIAT      |            |
| 10  | Jacques Jauson       | Taraschi - FIAT     |            |

Il giro più veloce è stato realizzato da Raffaele Cammarota in 2' 30" 300, ad una media di 143,904 km/h.